# Mariano Baracetti
Mariano Joaquín Baracetti, né le 12 juillet 1974 à Buenos Aires, est un joueur argentin de beach-volley. 
Il est sacré champion du monde de beach-volley en 2001 avec Martín Conde.